# EFNB1
EFNB1 (англ. Ephrin B1) – білок, який кодується однойменним геном, розташованим у людей на X-хромосомі. Довжина поліпептидного ланцюга білка становить 346 амінокислот, а молекулярна маса — 38 007.
| 10         |  | 20         |  | 30         |  | 40         |  | 50         |
| ---------- |  | ---------- |  | ---------- |  | ---------- |  | ---------- |
| MARPGQRWLG |  | KWLVAMVVWA |  | LCRLATPLAK |  | NLEPVSWSSL |  | NPKFLSGKGL |
| VIYPKIGDKL |  | DIICPRAEAG |  | RPYEYYKLYL |  | VRPEQAAACS |  | TVLDPNVLVT |
| CNRPEQEIRF |  | TIKFQEFSPN |  | YMGLEFKKHH |  | DYYITSTSNG |  | SLEGLENREG |
| GVCRTRTMKI |  | IMKVGQDPNA |  | VTPEQLTTSR |  | PSKEADNTVK |  | MATQAPGSRG |
| SLGDSDGKHE |  | TVNQEEKSGP |  | GASGGSSGDP |  | DGFFNSKVAL |  | FAAVGAGCVI |
| FLLIIIFLTV |  | LLLKLRKRHR |  | KHTQQRAAAL |  | SLSTLASPKG |  | GSGTAGTEPS |
| DIIIPLRTTE |  | NNYCPHYEKV |  | SGDYGHPVYI |  | VQEMPPQSPA |  | NIYYKV     |

A: Аланін

C: Цистеїн

D: Аспарагінова кислота

E: Глутамінова кислота

F: Фенілаланін

G: Гліцин

H: Гістидин

I: Ізолейцин

K: Лізин

L: Лейцин

M: Метіонін

N: Аспарагін

P: Пролін

Q: Глутамін

R: Аргінін

S: Серин

T: Треонін

V: Валін

W: Триптофан

Кодований геном білок за функціями належить до білків розвитку, фосфопротеїнів. 
Задіяний у таких біологічних процесах, як диференціація клітин, нейрогенез. 
Локалізований у мембрані.